# ビンセンツォ・ペルージャ
ビンセンツォ・ペルージャ（イタリア語: Vincenzo Peruggia, 1881年10月8日 - 1925年10月8日）は、イタリアのドゥメンツァ出身の泥棒。
モナ・リザを盗んだ人物として知られ、20世紀最大の美術品窃盗と呼ばれる事件を起こした。日本語のカタカナ表記ではイタリア語の発音により近いヴィンチェンツォ・ペルッジャとすることもある。本項では以下、ペルージャの表記を用いる。

## モナリザ盗難事件
1911年8月20日の日曜、かつてルーブル美術館でモナリザの保護ケース設置の仕事をしたことがあるペルージャは翌日は美術館が閉まることを知り、中に潜んで隠れていた。月曜の朝に隠れ場所から抜け出たペルージャは、職員が着ることになっていた、画家がはおるようなスモックの一種を身につけて、周りの人間から目立たないようにした。モナリザが掛けられていたサロン・カレが無人であることを見て取ったペルージャは絵を壁から外し、周囲から隔絶した階段吹き抜けに運んだ。そこで保護ケースや額縁を取り払い（レオナルドが木板に描いた）モナリザをスモックのなかに隠して、そのまま警備室の前を通ってルーブル美術館の外へ出た。警備員は水をペイル（水差し）に汲みにいっており、席を立っていたのである。このときの美術館の理事たちは罷免された。
国境こそ封鎖されたが、警察は単独犯行説をとらなかったため捜査は難航した上に別の美術窃盗犯と関係のあった詩人のアポリネール（さらに巻き添えにされたパブロ・ピカソ）を犯人として誤認逮捕するという事件まで起こした。一方でペルージャは2年もの間パリの自分のアパートメントにモナリザを隠していた後、絵を抱えてイタリアへ戻っている。やはりフィレンツェでもアパートメントに絵を置いていたが、次第に自分が「わが国の誇りの象徴」が手元にあることを黙っていることができなくなり、結局この地でギャラリーのオーナーをしていたアルフレード・ジェリと連絡をとったことが契機となって逮捕されてしまった。ジェリとペルージャの話は食い違っているが、モナリザを盗んだ男がその「祖国」に絵を帰還させたことの報酬を期待していて売却を持ちかけたことは明らかだった。そしてジェリによれば、ウフィッツィ美術館の館長だったジョヴァンニ・ポッジが呼ばれ、この男が絵を本物だと証明した。そして2人は「保護」のため絵画を手に入れると警察に連絡をいれ、ペルージャは泊まっていたホテルで逮捕された。
盗まれた絵画はイタリア中で披露され、新聞の一面にその帰還を歓ぶ言葉が並んだ後、1913年にルーブルへ返却された。ペルージャも六ヶ月という短い期間で牢から出てきており、第一次世界大戦ではイタリア軍の兵士として従軍した。結婚して3人の子をもうけ、フランスに戻った後は塗料庫を開いている。ペルージャは1925年10月8日にフランスのアンヌマスで亡くなった。その死はメディアで大きく報道されたわけではなく、死亡記事も別のビンセンツォ・ペルージャが1947年にフランスで亡くなったときに間違って出されただけだった。
モナリザが盗まれて100年後の2011年8月21日、出身地であるイタリアのドゥメンツァでペルージャを英雄として讃える演劇が上演された。

## 動機

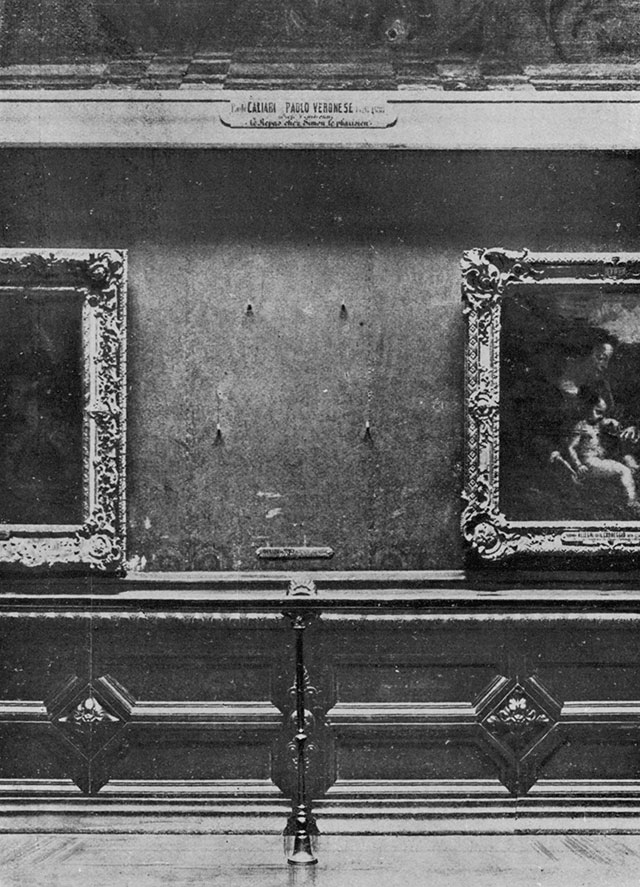
モナリザの消えたサロン・カレ

モナリザを盗んだ理由には大きくわけて2つの説がある。ひとつは愛国心からの犯行であるとする説で、ペルージャ自身はそう説明している。つまりこの絵をイタリアのもとに取り返したかったということであり、もとはこの絵がナポレオンに盗まれてフランスへ渡ったという主張に基づいている。精神鑑定をした医師がペルージャを単純な男だとしていることもあり、動機として疑わしい点は特にないが、そうだとすればペルージャは誤解をしている。というのも史実では、モナリザを描いたレオナルドがフランソワ1世の宮廷画家になったとき、モナリザを携えてフランスに赴き、贈り物にしたのである。これはナポレオンが生まれる250年ほど前の16世紀の出来事である。
とはいえ「愛国心」という動機に疑問を感じる専門家もいる。もしそれが本当ならば、ペルージャは売却して利益を得ようとせずにイタリアの美術館に絵を寄付したはずだ、という主張からである。しかし、ペルージャは2年近くも口を閉ざしていた。
裁判にかけられたペルージャには、愛国心から犯行に及んだことがある程度認められ、温情的な判決が下された。1年と15日の懲役だったが、イタリアでは偉大な愛国的行動だと賞賛され、実際に牢獄に入っていたのは数か月足らずだった。
後世になって別の説が提出された。窃盗はエドゥアルド・デ・バルフィエルノの助力をえており、むしろ裏から操られていたというものである。この詐欺師はフランス人の贋作者イヴ・ショードロンに絵の複製を依頼し、失われた真作として売りさばこうとしたのだ。模造品は真作が盗まれたならば価値が高まることになる。この説はほぼ全面的に、1932年のサタデー・イヴニング・ポストに載ったジャーナリストのカール・デッカーの記事をもとにしたものだ。デッカーはバルフィエルノを以前から知っており、1913年に直接本人から聞いたことだと主張している。そしてバルフィエルノが死んだということが知られるまで活字にしないことを条件にしたのだというが、いずれにせよこの話は第三者の検証を経ているわけではない。